# 长颈薹草
长颈薹草（学名：Carex rhynchophora）为莎草科薹草属的植物，为中国的特有植物。分布于中国大陆的四川东部、贵州、江苏、浙江等地，生长于海拔600米至1,750米的地区，见于山坡和山谷石灰岩上，目前尚未由人工引种栽培。

## 别名
长颈坚果苔（江苏植物志）